# اولاس (کمون)
اولاس (به فرانسوی: Aulas) یک کمون در فرانسه است که در گار واقع شده‌است. اولاس ۲٫۹۱ کیلومتر مربع مساحت دارد ۳۱۶ متر بالاتر از سطح دریا واقع شده‌است.